# Кривичі (зупинний пункт)
Кривичí (біл. Крывічы́) — пасажирський залізничний зупинний пункт Мінського відділення Білоруської залізниці на лінії Полоцьк — Молодечно між станціями Будслав (9,3 км) та Княгинин (10,2 км). Розташований в селі Парубки та за 3 км на північний схід від селища міського типу Кривичі Мядельського району Мінської області.

## Пасажирське сполучення
Приміське сполучення здійснюється поїздами регіональних ліній економкласу до станцій Крулевщизна, Молодечно, Полоцьк.